# Burzsoázia
A burzsoázia (francia bourgeoisie) egy társadalomtudományokban alkalmazott fogalom, amely a kapitalizmus viszonyai között a tőkés társadalmi osztályt jelenti. Tagjai a burzsoák, népies szóhasználatban burzsujok (francia bourgeois = ’városlakó’, ’városi polgár’). A burzsoázia a marxista, majd a marxista–leninista elmélet fontos kategóriája.

## Marx, Engels és a burzsoázia
Karl Marx és Friedrich Engels a Kommunista kiáltványban a kapitalizmus leírása során a burzsoákat és a proletárokat különbözteti meg. Mindkettő egy-egy osztályt alkot, és nem csupán szociokulturális csoportok, hanem történelemfilozófiai kategóriák is egyben. Előbbiek a termelési eszközök tulajdonosai, utóbbiaknak azonban csupán saját munkaerejük a tulajdonuk. A megtermelt jövedelem elosztása tekintetében a burzsoák és a proletárok érdekei ellentétesek, ezért közöttük osztályharc dúl. A burzsoázia rendelkezik a termelési eszközökkel, vagyis az értéket termelő ember létfeltételeivel, ezért képes a proletariátus elnyomására.
Burzsoázián a modern tőkések osztálya értendő, akik a társadalmi termelési eszközök tulajdonosai és bérmunkát alkalmaznak. Proletariátuson pedig a modern bérmunkások osztályát, akik minthogy nincsenek saját termelési eszközeik, kénytelenek eladni munkaerejüket, hogy megélhessenek.

## A marxista–leninista elméletben
Tőkebefektetéseik jellege szerint a marxizmus–leninizmus a burzsoázia osztályán belül különböző rétegeket különböztet meg: az ipari, a kereskedő és a kölcsöntőkés (banktőkés) rétegeket, valamint a mezőgazdaságban a tőkés bérlők és a kulákok rétegét. A burzsoáziát a kapitalista országokban körülveszi a vezető köztisztviselők és a burzsoázia értelmiségi kiszolgálóinak rétege, amelynek az elmélet szerint ugyancsak a burzsoá-értéktöbblet számlájára biztosítanak magas polgári életszínvonalat.

### Szerepe a társadalomban
A marxista–leninista társadalomtudomány szerint a burzsoázia társadalmi szerepe a történelmi fejlődés során változott. A feudalizmus bomlása idején a feltörekvő burzsoázia harca a polgári forradalmakra, az új kapitalista termelési viszonyok kialakítására és megszilárdítására, a termelőerők gyors fejlődésére vezetett. A kapitalizmus fejlődése során azonban a burzsoázia haladó erőből a társadalmi fejlődés gátjává, reakciós erővé vált. Lenin szerint ez főként a kapitalizmus utolsó, hanyatló, imperialista szakaszát jellemzi, amelyben a burzsoázián belül a monopolisták szűk rétege, a fináncoligarchia válik a termelőeszközök túlnyomó részének urává. A kapitalizmus ellentmondásainak ezzel járó végső kiéleződése mellett a burzsoázia ebben a korszakban már a parazita, önmagát túlélt osztály szerepét játssza. Ettől fogva a marxizmus–leninizmus már csak a gyarmati vagy a gyarmati elnyomás alól újonnan felszabadult országok nemzeti burzsoáziáját tekinti haladónak, amennyiben részt vesz országa tényleges függetlenségéért, az elnyomó ország burzsoáziájától való gazdasági és politikai elszakadásért folytatott harcban.

### Felszámolása
A szocialista forradalom győzelme után a munkásosztály a burzsoáziát kezdetben korlátozza, fokozatosan visszaszorítja, végül felszámolja mint osztályt. Ez a folyamat a városokban általában gyorsabban megy végbe, mint a falvakban, ahol a kulákok alkotják a burzsoázia utolsó rétegét. Ezek visszaszorítása és felszámolása hosszabb időt igényel. A burzsoázia felszámolásával megszűnnek az egymással antagonisztikus ellentétben álló osztályok, s lényegében a két nagy baráti osztály: a munkásosztály és a dolgozó (szövetkezeti) parasztság marad fenn.